# Kuścińce
Kuścińce – wieś w Polsce położona w województwie podlaskim, w powiecie sokólskim, w gminie Kuźnica.
W 1921 roku wieś liczyła 23 domy i 150 mieszkańców, w tym 125 prawosławnych i 25 katolików.
W latach 1975–1998 miejscowość administracyjnie należała do województwa białostockiego.
W strukturze Kościoła Prawosławnego wieś podlega parafii pw. Podwyższenia Krzyża Pańskiego, a wierni kościoła rzymskokatolickiego należą do parafii Opatrzności Bożej w Kuźnicy Białostockiej.